# Вервь (община)
Вервь (др.-рус. врвь, врьвь) — древняя общинная организация на Руси; местная община с определёнными поземельными границами и круговою ответственностью в определённых случаях. Упоминается в Русской Правде (XI—XII века) и в Полицком статуте. Название происходит от меры длины (верёвка).

## Упоминания
Слово «вервь» употребляется в Русской Правде (ст. 3—6, 80 и 88 по Карамзинскому списку), в смысле округа или волости, члены которой связаны круговой порукой: каждая вервь за найденный в её пределах труп убитого, была обязана выплатить его родственникам (или князю?) денежную пеню — виру.
Если к верви приведёт след или будут найдены остатки орудий воровской ловли, то вервь обязана была найти в числе своих членов вора, в противном случае платить «продажу» (штраф в пользу князя, который взимался за все преступления, кроме убийства, отсечения руки или ноги или выбитого глаза); но «татьбу», то есть вознаграждение потерпевшим, вервь не платила. Если же след терялся на большой дороге или в безлюдном месте, то взыскание продажи с той верви, где потерян след, не производилось.

## Этимология слова
Н. М. Карамзин, сравнивая Русскую Правду со шведским законом XI века, по которому округ (hwarf) также платил 40 марок пени в случае, если убийца скрывался, делал вывод, что слово «вервь» происходило от норманнского или шведского hwarf.
М. Фасмер объяснял слово из праславянского языка со ссылкой на Е. Ф. Карского, который отождествляет слово с вервь «верёвка», здесь «участок земли, отмеченный верёвкой»).